# Bella Block: Für immer und immer
Für immer und immer ist ein deutscher Fernsehfilm von Christian von Castelberg aus dem Jahr 2014. Es handelt sich um den 35. Filmbeitrag der ZDF-Kriminalfilmreihe Bella Block.

## Handlung
Bella Block, die auf einer Geburtstagsfeier in Lissabon Bekanntschaft mit der Deutschen  Sandra Lehnhoff macht, muss erschütternd feststellen, dass diese wenig später in der Nacht unter dem Elevador de Santa Justa tot aufgefunden wird. Der Gastgeber, Mehlhorns Freund Bernhard Greve, wird bewusstlos und mit Gedächtnislücken am nächsten Morgen wiedergefunden. Anhand einer Zeugenaussage wird Greve beschuldigt, das Mädchen in die Tiefe gestoßen zu haben. Dr. Klaus Dieter Mehlhorn, der ebenfalls mit in Lissabon ist, bittet Block eigene Ermittlungen anzustellen, da es sich wohl um Mord und nicht um Suizid handelt und sein Freund der Hauptverdächtige ist.
Bella Block versucht sich von Sandra Lehnhoff ein Bild zu machen und findet heraus, dass sich das Mädchen stets für ältere Männern wie Greve interessiert hatte. Doch war der Grund dafür nicht die Suche nach einer Beziehung, sondern nach dem Mann, der schuld war am Tod ihrer Freundin. Die hatte sich vor einigen Monaten aus Liebeskummer umgebracht. In diesem Zusammenhang wird Bella Block auf Pfarrer Max von Holt aufmerksam. Er ist ebenfalls ein alter Studienfreund von Greve und Mehlhorn. Er kannte Sandra Lehnhoffs Freundin gut und hatte vergeblich versucht ihr zu helfen. Ebenso musste er nun zusehen, wie sich Sandra Lehnhoff vor Greves Augen in die Tiefe stürzte und sich zuvor selbst ein Messer in den Bauch rammte. Max von Holt sah mit an, wie Greve das Leben und die Liebe von zwei Menschen zerstört hatte, und deshalb wollte er seins zerstören und ließ es so aussehen, als ob Greve Sandra Lehnhoff getötet hätte.

## Hintergrund
Der Film wurde an Originalschauplätzen in Lissabon, der Hauptstadt Portugals, gedreht und 2014 um 20:15 Uhr auf ZDFneo erstausgestrahlt und erreichte 5,34 Millionen Zuschauer, was einen Marktanteil von 17,6 Prozent entsprach.

## Kritik
Rainer Tittelbach von tittelbach.tv urteilte: „Eine gute Idee. ‚Für immer und immer‘ umschifft weitgehend elegant die dramaturgischen Stereotypen, die sich zuletzt eingeschlichen hatten. Christian von Castelbergs Film ist ein elegantes Krimi-Drama, edel in Ausstattung und Bildgestaltung, meisterlich, was den Fluss der Erzählung betrifft. Und In der Story geht es um ‚die Kraft der großen Werte‘, um unerfüllte Liebe, um Freundschaften, die nicht mehr sind, was sie waren, um schmerzliche Erinnerungen...“
Bei quotenmeter.de wertete sindey Schering: „Gepaart mit der wunderschönen Kameraarbeit und einer starken, nachdenklichen musikalischen Untermalung ist ‚Bella Block – Für immer und immer‘ ein technisch beeindruckender Teil der Reihe, der jedoch inhaltlich nicht durchweg sein Niveau hält. Viele Dialoge setzen sich daraus zusammen, dass Figuren ihr Gegenüber charakterlich beschreiben und so dem Zuschauer die Arbeit abnehmen, die Persönlichkeiten des Casts selber einzuschätzen. Die mitunter sehr aufdringlichen Charakterbeschreibungen stören den insgesamt natürlichen Eindruck der Dialoge und fallen zudem in einem Krimi, der sein Publikum sonst als smart einschätzt, sehr negativ auf.“ Fazit: „Schön gefilmt, gut gespielt und sympathisch-melancholisch – trotz manch unnötiger Ausflüge in konventionelle Gefilde“ durchaus sehenswert.
Ulrich Feld von der FNP kritisierte: „Bella Block löst zwar den Fall, aber ihre Methode kann sich dem Zuschauer unmöglich erschließen. Am Ende zaubert sie die Lösung wie ein Kaninchen aus dem Hut.“
Die Kritiker der Fernsehzeitschrift TV Spielfilm vergaben die beste Wertung (Daumen nach oben) und meinten: „Ein Freundesbesuch, der in Richtung Fado driftet.“